# Frederick (Oklahoma)
Frederick è un comune degli Stati Uniti d'America, situato in Oklahoma, nella contea di Tillman, della quale è anche il capoluogo.